# بلدة جيرارد (ميشيغان)
جيرارد (بالإنجليزية: Girard Township, Michigan)‏ هي بلدة تقع بولاية ميشيغان في الولايات المتحدة. تبلغ مساحتها 93.7 (كم²)، وترتفع عن سطح البحر 292 م، بلغ عدد سكانها 1780 نسمة في عام تعداد الولايات المتحدة 2010 حسب إحصاء مكتب تعداد الولايات المتحدة وتصل الكثافة السكانية فيها 19.6 نسمة/كم2.

## وصلات خارجية
- girardtownship.net
- The US50 - Cities and Towns in Michigan State
- Michigan Cities and Towns, Facts, Map, Flag, Colleges, Government, and More